# HTML5test
HTML5test是一款用于评估网页浏览器实现網頁標準时准确性的网络应用程序。，测试内容包括：HTML5、网页SQL数据库（由万维网联盟开发）和WebGL标准（由Mozilla基金會及科纳斯组织开发）。
这款测试程序由荷兰网页开发者尼尔斯·莱恩海尔（Niels Leenheer）开发，于2010年3月发布。要对网页浏览器进行评估，用户必须访问html5test.com的网站首页。测试完毕之后，网页将返回评估分数（满分为555分）。莱恩海尔于2013年11月正式引入了评分功能；在开发过程中，他曾多次更改满分值。 
HTML5test评估浏览器对网页存储、W3C地理位置应用程序接口、HTML5元素（包括Canvas元素）和其他特性的支持。此网站不评估浏览器实现其他网络标准（如层叠样式表、ECMAScript、可縮放向量圖形、文档对象模型等）的一致性。要测试浏览器的实现一致性，用户可使用伊恩·希克森于2008年开发的Acid3。相似的是，Acid3不测试浏览器实现HTML5的一致性。HTML5test和Acid3的测试范围可谓是相辅相成的。

## 另请参阅
- Acid1
- Acid2
- XHTML